# Xaikh Ali Bahadur
Xaikh Ali Bahadur fou un amir de Tamerlà, un dels poc d'origen àrab que va tenir.
Servia amb Tamerlà durant la guerra civil en que se li van encomanar algunes tasques (1365-1367). Durant la reconciliació de 1368 va participar en la repressió de la rebel·lió dels germans Ak Bugha i Pulad Bugha a Kabul. El 1370 al front de l'avantguarda de Timur va derrotar un exèrcit enemic dirigit per Txuban Saberdal al qual després va fer presoner i el va portat lligat a Timur.
El 1371 va participar en la repressió de la revolta de Kepek Timur, el cap de l'anomenada horda de Timur. Al front estava Bahram Jalayir i lacompanyaven Ali Bahadur, Abas Bahadur i Khetai Bahadur. Durant l'expedició va haver de protegir a Bahram d'una conspiració que pretenia apartar-lo del lideratge dins del seu propi tuman; també va haver de salvar a Khetai Bahadur que per demostrar la seva valentia es va llençar sol i sense precaucions contra el cap enemic. Finalment elks rebels foren derrotats i va fer un acord de pau amb Kepek i després va procedir a castigar severament els amotinats de la divisió de Bahram Jalayir, i va tornar a Samarcanda. Timur no va aprovar l'acord de pau amb el rebels. També va participar en la campanya de Coràsmia en la que fou el primer en entrar a Kath.
A la campanya de Mogolistan de 1376 l'exèrcit de Tamerlà tenia a l'avantguarda a Khetai Bahadur, Muvayad Arlat i el propi Shaikh Ali Bahadur. Va prendre part a la conquesta de la fortalesa de Fushanj prop d'Herat el 1381. Va tenir part destacada en el setge de Kalat i durant aquest va descobrir un lloc pel que va poder pujar a la fortalesa sense ser reparat amb només alguns servidors, però en ser de nit es va perdre i finalment foren descoberts i es va iniciar una lluita amb baixes pels dos costats; Ali Bahadur fou finalment capturat i portat a Ali Beg ibn Arghun Shah Ja'un-i Qurban; llavors es van abraçar en signe de pau i amistat i Ali Bahadur va ser allotjat a casa d'Ali Beg i van estar de conversa alguns dies. Ali Beg esperava que Ali Bahadur intercediria per ell davant de Timur. Tamerlà estava lluny i havia decidit retornar a Samarcanda: va passar per Shamlagan, Shumergan i Radkan, a la plana del qual va acampar. Alli van acudir Ali Bahadur amb Ali Beg ibn Arghun Shah al que es va permetre baixar el tapis del tron, portant un sabre i un sudari, signe màxim de submissió (el sabre significava que estava disposat a lluitar pel príncep i el sudari a morir per ell). Tamerlà va perdonar a Ali Beg i li va fer algunes concessions, així com a Ali Bahadur. A aquest li va concedir la senyoria hereditària (Syourgal) de Radkan.
El 1382 va enviar una part de l'exèrcit comandat per Shaikh Ali Bahadur i Utx Kara Bahadur cap a Astarabad, per combatre a Amir Wali ibn Ali Hindu. El 1383 l'avantguarda de Tamerlà manada per Mubashir Bahadur, Shaikh Ali Bahadur, Sevinjik Bahadur i altres, va topar amb la d'amir Wali a un lloc anomenat Giaukerch. Mubashir va resultar greument ferit en el combat, però tot i així va carregar i va encaminar la victòria
El 1386 Tamerlà va tenir notícies de que Ahmad ibn Uways, el sultà jalayírida, havia sortit de Bagdad i anava cap a Tabriz per defensar aquesta ciutat de nous atacs. Va iniciar una marxa ràpida cap a Tabriz, deixant part de l'exèrcit a Nihawand sota Shaikh Ali Bahadur. Però no calia córrer perquè Ahmad, que havia arribat a Tabriz, quan va saber que Timur es dirigia a la ciutat, va abandonar aquesta i va retornar a Bagdad. L'amir Saif al-Din Barles el va perseguir i el va atrapar però es va escapar abandonant l'equipatge que els perseguidors es van aturar a saquejar; els soldats dispersats es van tornar a ajuntar amb el sultà. Ilies Khoja, el fill de Shaikh Ali Bahadur, que venia de Naxçıvan amb un nombre reduït de tropes, es va trobar amb Ahmad al que ja s'havien reunit un bon nombre dels soldats que havien estat dispersats per Saif al-Din, i es va produir un combat entre les dues parts en el que Ilies Khoja va resultar ferit i va caure malament del cavall; això va permetre a Ahmad escapar una vegada mes. Ilies Khoja va estar greu però finalment es va recuperar però va quedar coix.
El 1387 en la tensió a l'Azerbaidjan amb les forces de Toktamish, Tamerlà va enviar a la zona del riu Kur a Shaikh Ali Bahadur i altres, com observadors, sense ordres d'atacar. Els observadors enviats es van trobar amb l'avantguarda, van comprovar que efectivament es tractava de soldats de Toktamish i es van retirar, però els homes de Toktamish ho van interpretar com un moviment de feblesa i els van atacar; com que el lloc elegit era favorable als mongols kiptxaqs i que els timúrides eren pocs i no anaven preparats per combatre, aquests darrers van ser derrotats. Més tard del 1387 Tamerlà va enviar al seu exèrcit cap a Rayy per hivernar a Sark Kamigh sota el comandament de Miran Shah, Shaikh Ali Bahadur i Saif al-Din Barles.
Va participar en la campanya de Mogolistan del 1389. El 22 d'octubre de 1392, durant el setge de Mahanasar, exploradors dels dos bàndols es van enfrontar i en el combat va morir Hubbi Khoja, fill de Shaikh Bahadur. A Mahanasar van saber de l'existència d'una secta anomenada els fedais, coneguda a Europa com els Assassins i Tamerlà va ordenar apressar a tots els que trobessin que fossin seguidors d'aquesta doctrina errònia excepte els que fossin descendents de Mahoma i els executessin sobre el camp. Shaikh Ali Bahadur, en revenja per la mort del seu fill, fou dels que mes es va destacar en les massacres
Acabat el hivern del 1392-1393 Tamerlà va deixar el seu quarter de hivern al Mazanderan i va sortir cap a Pèrsia; a l'avantguarda va enviar els seus nets Pir Muhammad i Muhammad Sultan amb l'amir Shaikh Ali Bahadur. Aquests es van dirigir a través del pas de Derbent Tashi Khatun en direcció a Akhlat. Abans d'arribar, un notable local els va anar a rebre i es va oferir com a guia. Muhammad Sultan el va rebre amb els braços oberts i li va doner diversos honors i el va enviar al davant acompanyat de Shaikh Ali Bahadur com a cap dels mangalai (exploradors). El sobirà local Ibrahim Shah va rebre a Shaikh Ali Bahadur, es va sotmetre i va enviar el seu fill Sultan Shah als dos prínceps amb diversos regals. Muhammad Sultan va cridar a Shaikh Ali Bahadur per tornar deixant a Ibrahim Shah al poder a Akhlat. A la tornada el guia que acompanyava a Shaikh Ali, que esperava que en cas de conflicte obtindria una posició important, sentint-se frustrat, va decidir matar a l'amir; quan van parar a menjar el va agafar a traïció i el va matar d'un cop de ganivet; els homes de Shaikh Ali Bahadur van agafar a l'assassí i el van matar allà mateix i després van cremar el cos.
El seu fill mes destacat fou Said Khoja.